# Alte Pfarrkirche St. Martin (Garmisch-Partenkirchen)

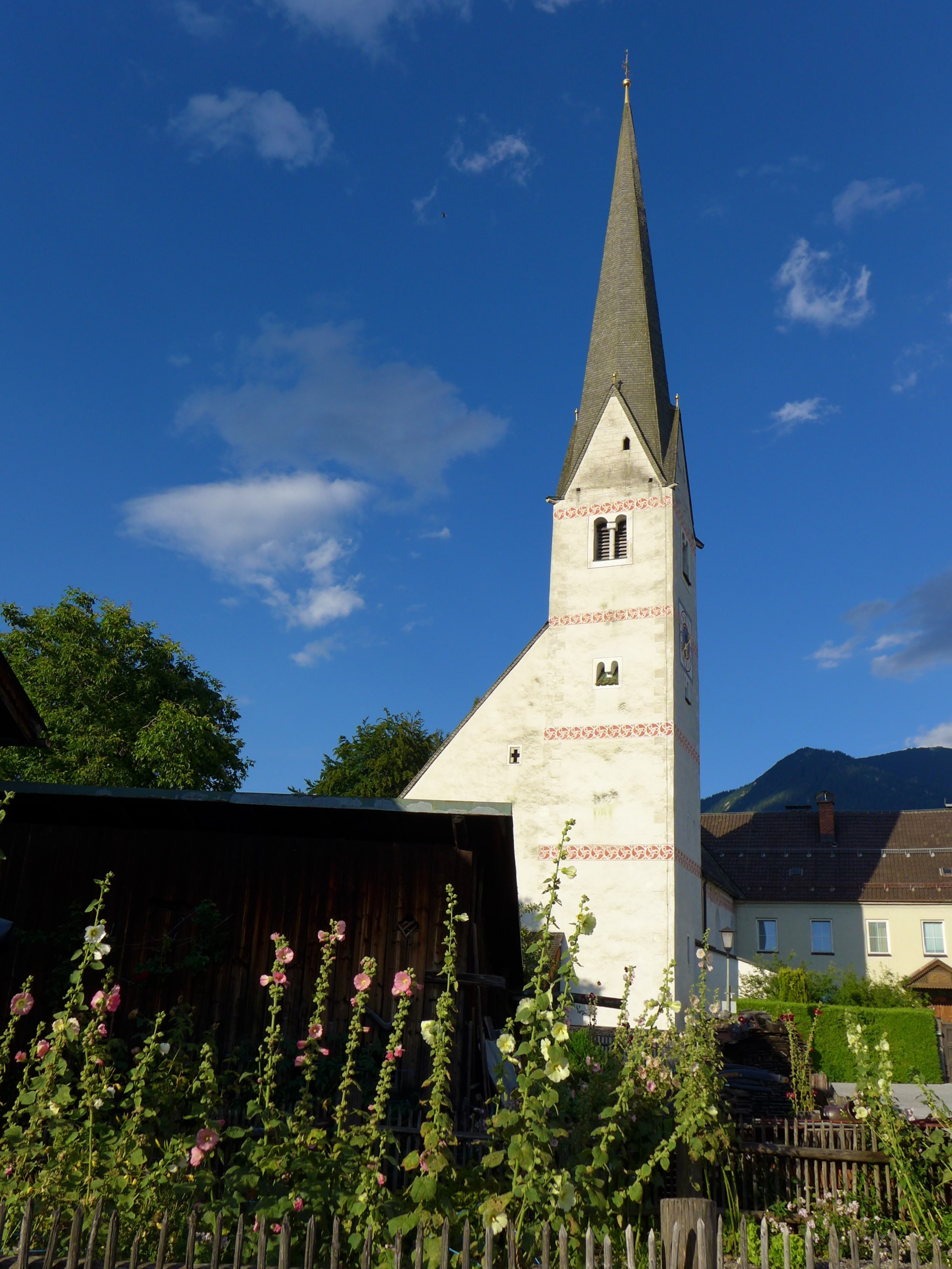
Alte Pfarrkirche St. Martin (Garmisch-Partenkirchen), Kirchturm

Die Alte Pfarrkirche St. Martin (Garmisch) war einst die einzige Pfarrkirche und damit die Mutterkirche für das ganze obere Loisach- und Isartal. Das äußerlich schlichte romanisch-gotische Gotteshaus birgt in seinem Inneren umfangreiche Reste gotischer Wandmalereien.

## Baugeschichte

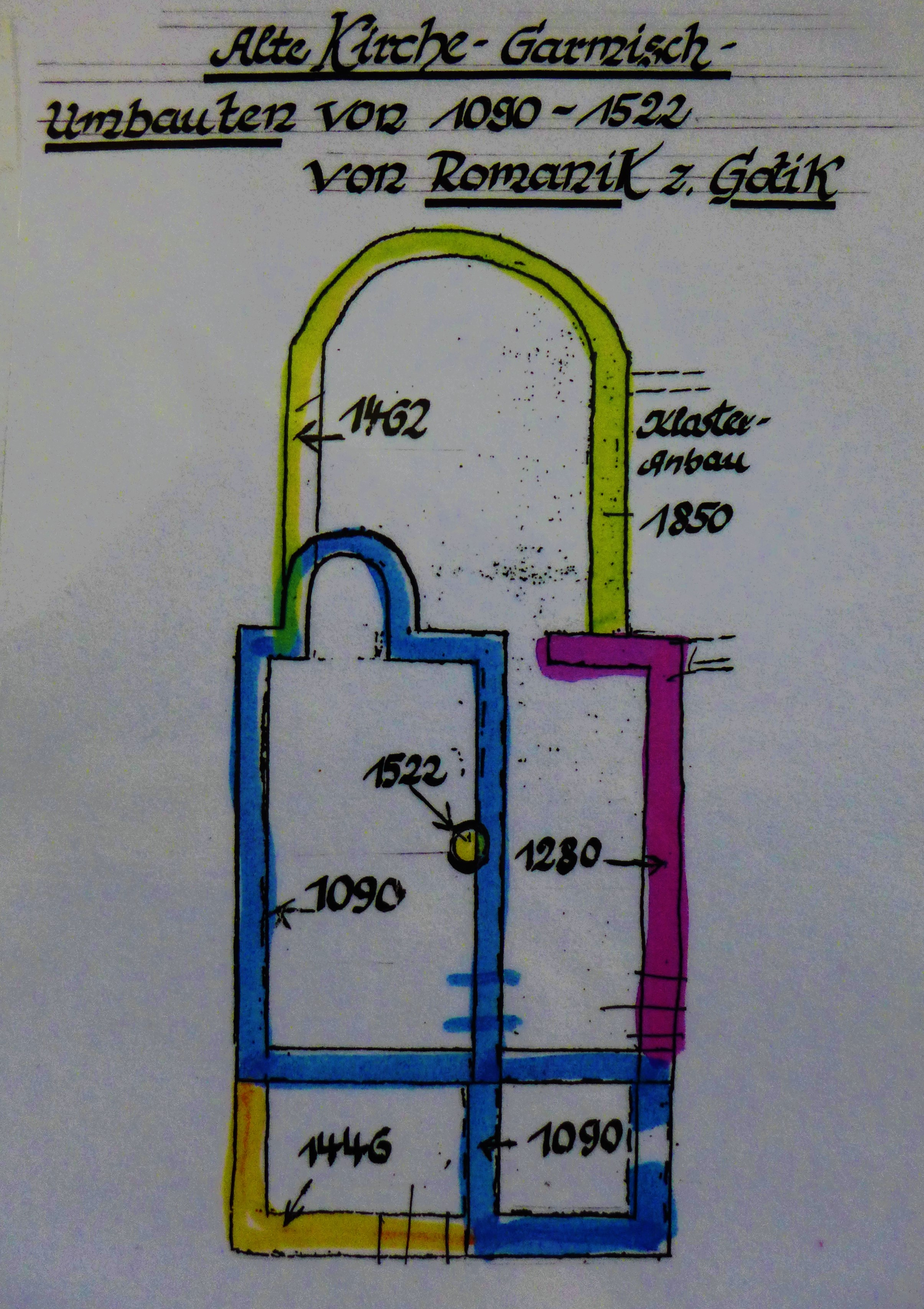
Bauchronologie des Grundrisses

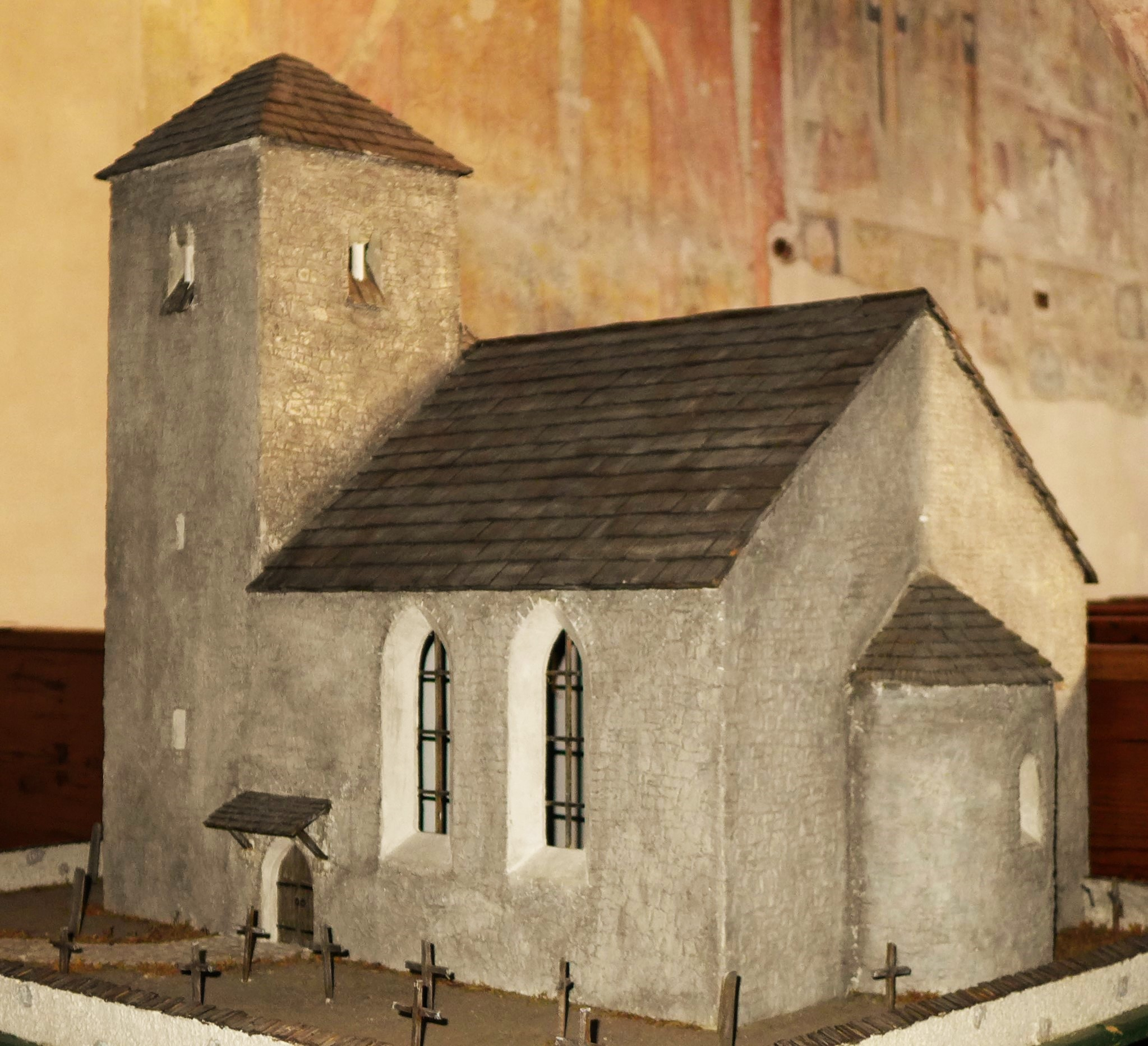
Modell der Kirche zum Bauzustand um das Jahr 1280 nach dem ersten Erweiterungsbau nach Süden

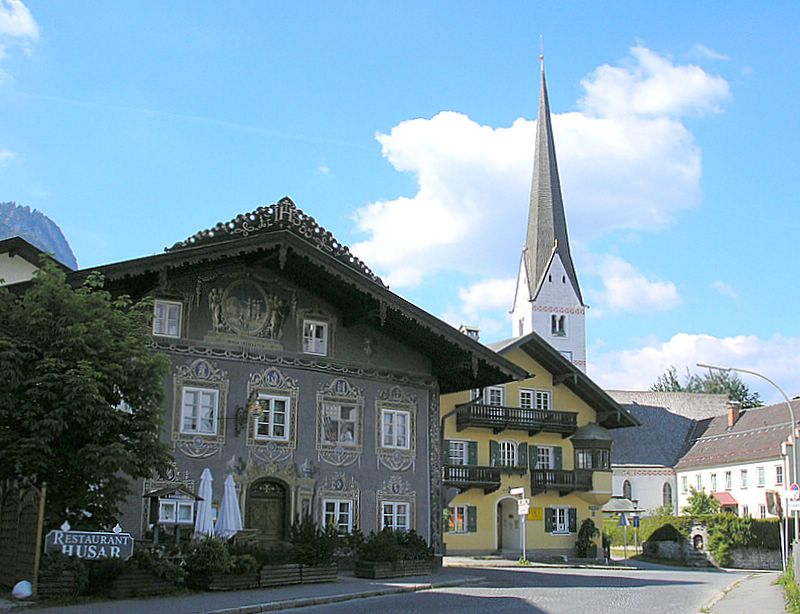
"Husarenhaus" und Kirche

Die erste Kirche des 802 erstmals urkundlich erwähnten Ortes Garmisch geht wohl auf merowingische Zeit zurück. Ihr Patron ist der hl. Martin, der bedeutendste Heilige im Frankenreich. Vermutlich war sie lange Zeit lediglich ein einfacher Holzbau, der im Zeitalter der Romanik einem steinernen Neubau weichen musste. Im Jahr 1288 ist sie erstmals als Pfarrkirche belegt. Um diese Zeit wurde die Kirche abgerissen und durch einen frühgotischen Natursteinbau ersetzt. Reste davon finden sich heute noch an der Langhaus-Nordwand und am Turm. Im Zuge der weiteren Baugeschichte erhielt die Alte Pfarrkirche St. Martin 1446 eine Westempore, auch wurde der Turm in den Bau integriert. 1462 wurde die Kirche auch nach Osten erweitert, ein Presbyterium wurde angefügt. Mit der Neuerrichtung der Südwand und der spätgotischen Einwölbung des bislang flachgedeckten Langhauses im Jahr 1520/22 fanden die größten Umbauten ihren Abschluss.
Im 18. Jahrhundert war die Kirche für die Gemeinde längst zu klein geworden. Daher entschloss man sich zu einem barocken Neubau an anderer Stelle. Die Neue Pfarrkirche wurde von 1730 bis 1734 von Joseph Schmuzer erbaut und bildet heute den Mittelpunkt des Ortsteiles Garmisch. Das gotische Gotteshaus rückte an den Ortsrand und wäre gar abgerissen worden, hätte man es nicht noch als Heustadel verwendet. Im Jahr 1877 entdeckte man im Chor einige Wandmalereien, die aber wieder übermalt wurden. Bis 1915 wurden nach und nach auch die Fresken im Langhaus der Kirche entdeckt. Erst 1958 stieß man unter anderem an der Ostwand auf eine großfigurige Darstellung des heiligen Martin aus dem späten vierzehnten Jahrhundert, eine der ältesten und zentralen Malereien in der Alten Kirche. Die kostbaren Fresken wurden von 1990 bis 2000 gereinigt und restauriert.

## Beschreibung

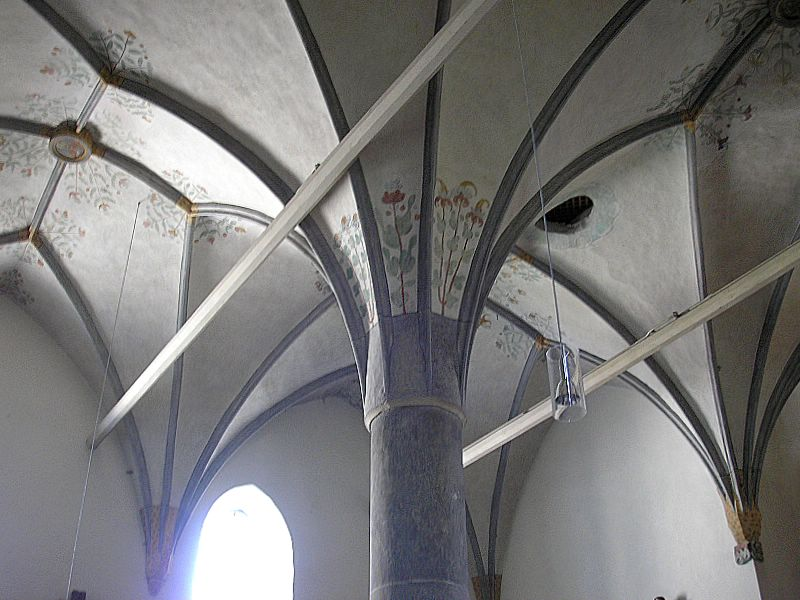
Die Mittelsäule und das Langhausgewölbe

Der äußerlich schlichte Sakralbau mit seinem hohen, spitzbehelmten gotischen Turm liegt heute etwas abseits am Garmischer Ortsrand. Südöstlich ist das neugotische Mädchenschulhaus von 1852/54 angebaut. Dem ehemaligen Eingangsportal wurde auf der Südwestseite die neuzeitliche Lourdes-Grotte vorgelegt. Der heutige Zugang erfolgt von Westen und führt unter einer gewölbten, zweijochigen Empore hindurch in das Langhaus.
Der Innenraum wird durch ein spätgotisches, auf einer Mittelsäule ruhendes Netzgewölbe in zwei Schiffe geteilt. In der nördlichen Langhauswand haben sich noch drei originale spätromanische Fensteröffnungen erhalten, im Süden durchbrechen zwei große spätgotische Fenster das Mauerwerk. Der breite Chorbogen wurde nachträglich aus der Ostwand des rechteckigen, dreijochigen Langhauses (13,20 × 17 m) ausgebrochen und leitet in das zweijochige Presbyterium über. Der Chorraum (Länge 11 m) erreicht nur zwei Drittel der Gewölbehöhe des Laienraumes, besitzt aber ebenfalls spätgotische Netzgewölbe.

## Wandgemälde

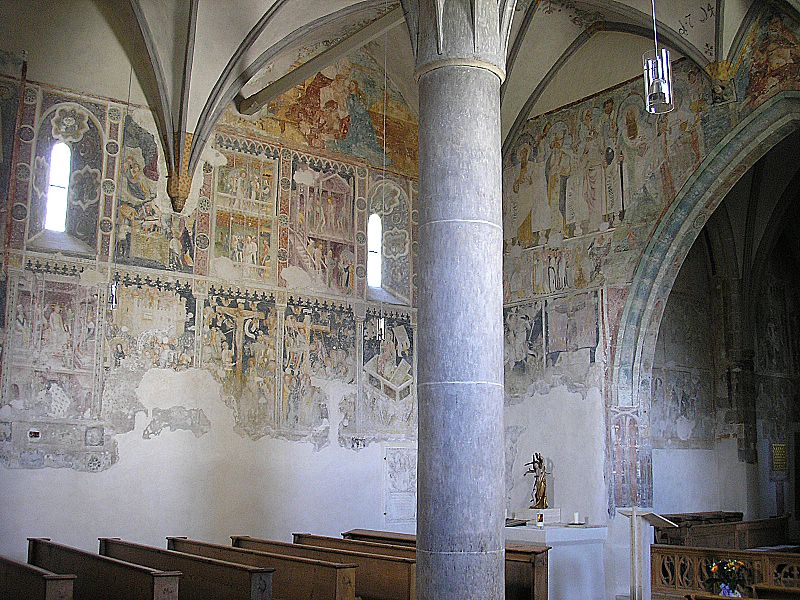
Inneres des Langhauses nach Nordosten

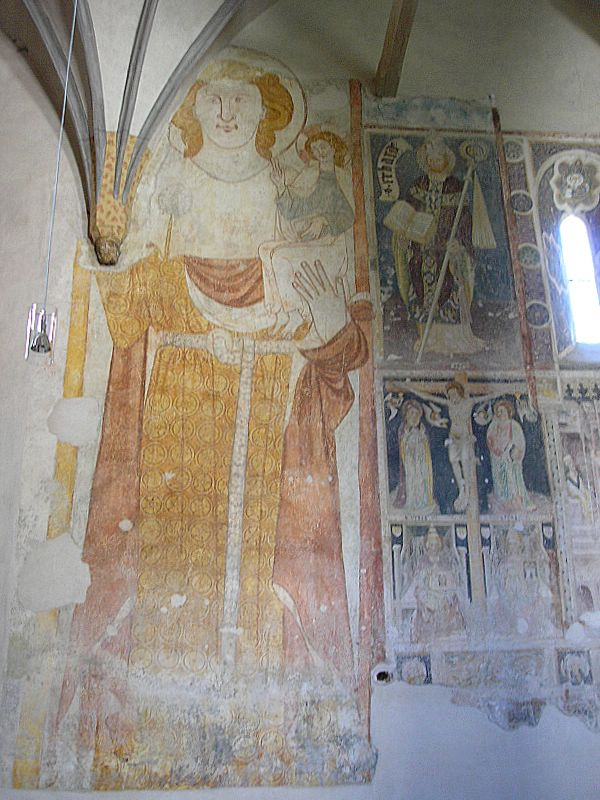
Wandgemälde "Heiliger Christophorus" (um 1330)

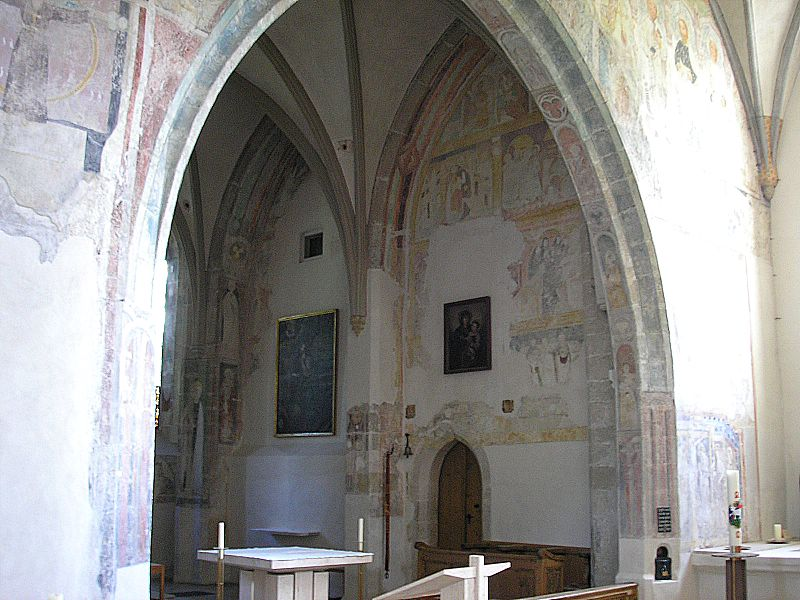
Blick in den Chor (Südwand)

An der Nordwestseite des Langhauses ist gegenüber dem ehemaligen Haupteingang die – etwa 7 m hohe – Darstellung des hl. Christophorus (um 1330) erhalten. Wie die übrigen Malereien wurde auch der Heilige im oberen Teil durch die Einwölbung des ursprünglich flachgedeckten Langhauses beeinträchtigt. Nach Osten schließt sich die Passion Jesu (um 1400) in 14 kleineren und größeren Darstellungen an. Die vielfigurigen Szenen überschneiden sich teilweise perspektivisch. Daneben finden sich an dieser Wand noch die Bilder der thronenden Päpste Urban und Gregor, des Regensburger Bischofs Erhard und anderes. Rechts ergänzt eine „Anna Selbdritt“ den Zyklus. Die Frührenaissancearbeit ist mit „Paul Taeber 1523“ signiert.
Der obere Teil der Ostwand wird von der spätgotischen Darstellung der „Zwölf Apostel“ (um 1430) beherrscht. Die Ganzfiguren stehen zwischen Säulenarkaden. Auch dieses Gemälde ist durch die spätere Einwölbung in der Mitte und an den Rändern gestört. Über dem Chorbogen thront Christus als Weltenrichter. Rechts des Presbyteriums wird auf einem schmalen Streifen auf drastische Weise das „Jüngste Gericht“ veranschaulicht (um 1430). Darunter teilt der „Heilige Martin“ seinen Mantel mit dem Bettler. Die großformatige Szene stammt noch aus dem 13. Jahrhundert und erinnert an die gleichzeitigen Miniaturen im „Codex Manesse“. Unten findet sich eine weitere, spätgotische Kreuzigung mit Assistenzfiguren. Oben unter dem Gewölbe dokumentiert das Wappen des Freisinger Bischofs Philipp (1499–1541) die Zugehörigkeit zur Grafschaft Werdenfels. Auf der linken Wandseite ist die „Auferstehung der Toten“ zu sehen, daneben kämpft der „Heilige Georg“ mit dem Drachen.
Die Chorgemälde (1462) wurden bereits 1893 freigelegt und durch den Kunstmaler L. von Kramer überarbeitet, der sich nicht immer exakt am historischen Bestand orientierte. Neben dem Gnadenstuhl findet sich die Freisinger Bistumspatrone Korbinian und Sigismund und eine Schutzmantelmadonna. Die nach innen gezogenen Strebepfeiler sind mit Heiligendarstellungen und einer „Anna Selbdritt“ bemalt.
Das Netzgewölbe des Langhauses ist mit floralen Motiven geschmückt und ruht teilweise auf figürlichen Konsolen.
Die wiedergewonnenen Garmischer Wandgemälde gehören zu einem der vollständigsten und bedeutendsten Zyklen mittelalterlicher süddeutscher Wandmalerei. Vergleichbares ist in Südbayern nur an wenigen Orten erhalten, etwa in Urschalling am Chiemsee oder Schleching (Streichenkapelle). Solche Darstellungen sind auch als „Armenbibeln“ zu interpretieren, die der ungebildeten Bevölkerung die Inhalte der Heiligen Schrift vermitteln sollten.

## Ausstattung

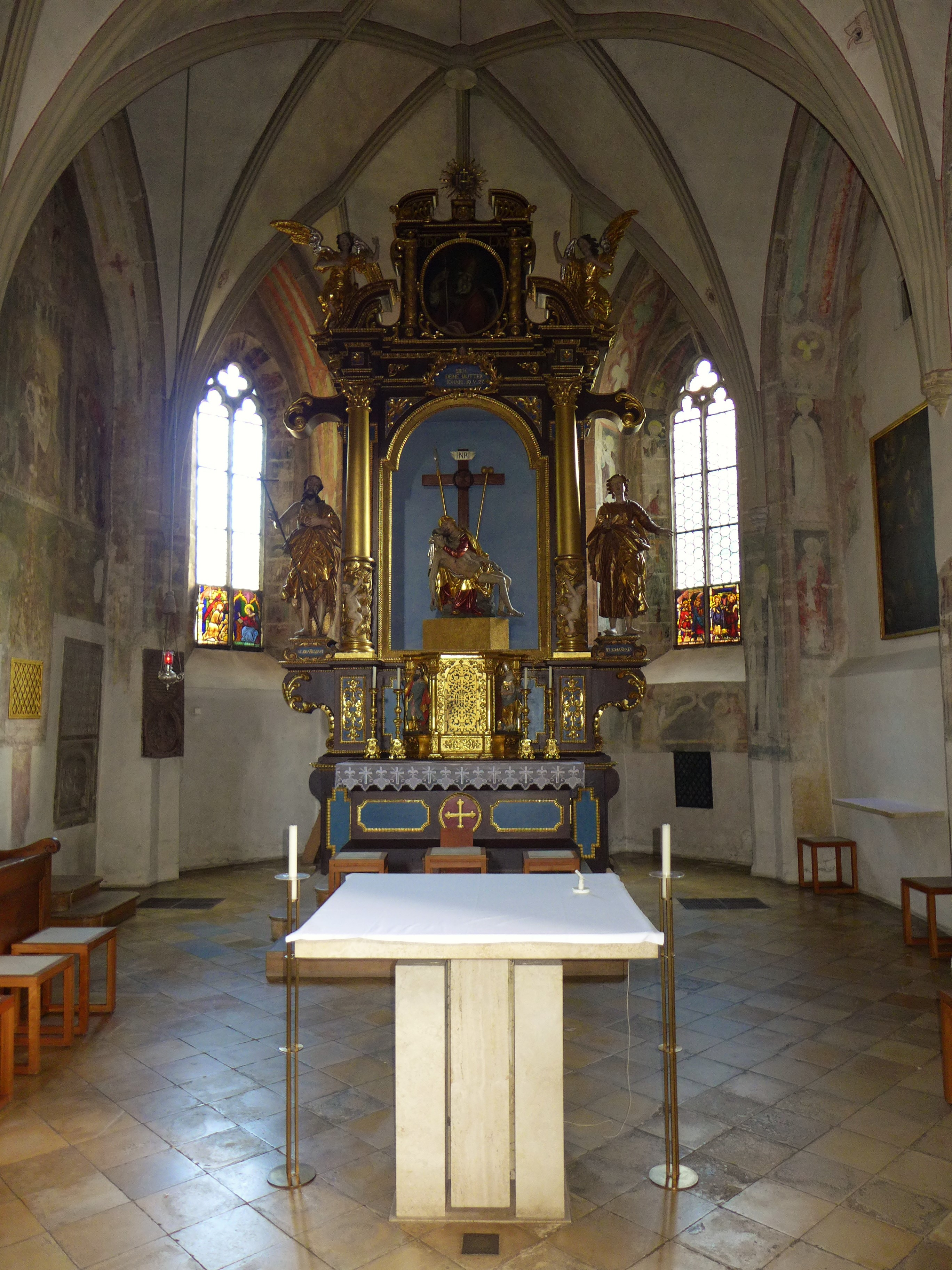
Blick in die Apsis mit dem modernen Zelebrations- und dem barocken Hochaltar

Der hochbarocke Hochaltar ist eine zweisäulige Arbeit des Kistlers (Schreiners) Thomas Ziegler und des Bildhauers Johannes Schenk (1669). Das Altarblatt des Innsbrucker Malers Johannes Hartwig ist verloren, an seiner Stelle ist seit dem 18. Jahrhundert eine barocke Pietà aufgestellt. Der ehemalige südliche, gleichzeitige Seitenaltar wurde an die westliche Turmwand verschoben, da er sonst die freigelegten Wandmalereien verdecken würde. Den früheren linken Seitenaltar gab man 1959 an die Münchner Nikolaikirche (Gasteig) ab. In den Chorfenstern befinden sich einige gotische Glasmalereien der Zeit um 1400. Neben der Verkündigung sind zwei der „Heiligen Drei Könige“ zu sehen, eine andere Scheibe zeigt die Heiligen Anton und Leonhard. In die Wände sind einige Grabsteine des 16. und 17. Jahrhunderts eingelassen.

### Orgel

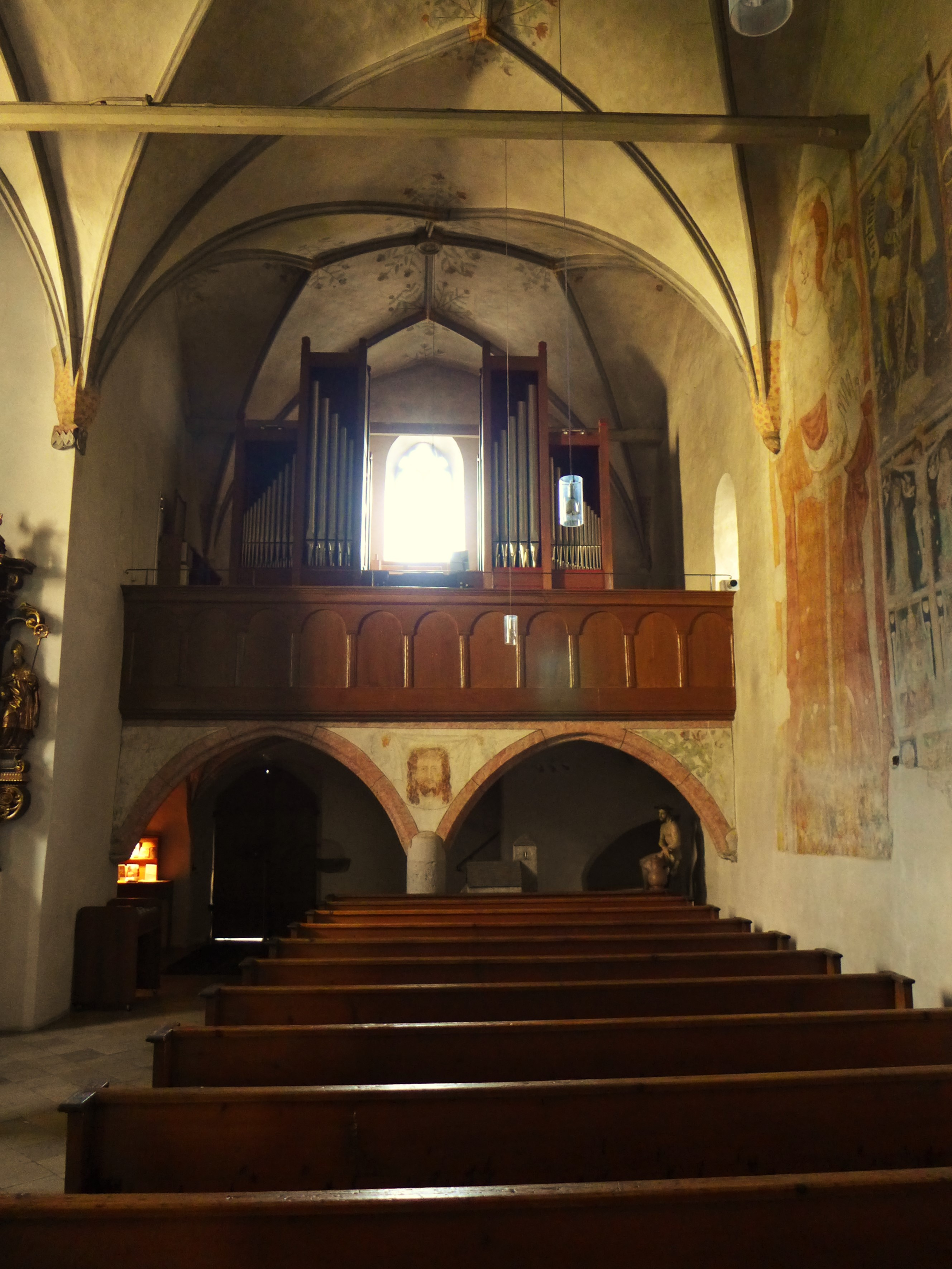
Blick zur Orgelempore

Die Orgel wurde im Jahre 2000 von der Firma Orgelbau Vleugels aus Hardheim errichtet. Das Instrument orientiert sich am klassischen italienischen Orgelbaus und eignet sich neben der Wiedergabe der italienischen Orgelliteratur insbesondere auch für die Darbietung süddeutscher Werke. Kennzeichnend ist der niedrige Winddruck von 48 mm Windsäule, der für einen vornehmen und milden Klang sorgt. Das Schleifladeninstrument mit mechanischer Spiel- und Registertraktur umfasst insgesamt 16 Register auf zwei Manualen und Pedal. Die Disposition lautet wie folgt:
| I Hauptwerk C–g3 |                 |       |
| 1.               | Principale      | 8′    |
| 2.               | Voce umana      | 8′    |
| 3.               | Flauto a camino | 8′    |
| 4.               | Ottava          | 4′    |
| 5.               | Quintadecima    | 2′    |
| 6.               | Decimanona      | 1 ⁄3′ |
| 7.               | Vigesimaseconda | 1′    |
| 8.               | Tromboncini     | 8′    |

| II Positiv C–g3 |                  |        |
| 9.              | Bordone di legno | 8′     |
| 10.             | Flauto in ottava | 4′     |
| 11.             | Flauto in quinta | 2 ⁄3′  |
| 12.             | Flagioletto      | 2′     |
| 13.             | Cornetta         | 1 3⁄5′ |

| Pedalwerk C–f1 |             |     |
| 14.            | Contrabassi | 16′ |
| 15.            | Bassi       | 8′  |
| 16.            | Tenori      | 4′  |

- Koppeln: II/I, I/P, II/P
- Effektregister: Rosignoli,  Tremolo,  Tamburo

### Glocken
Am 20. Juli 2012 konnte drei neue Glocken der Glockengießerei Grassmayr aus Innsbruck geweiht werden. Diese ersetzten reparaturanfällige Eisenhartgussglocken aus der Nachkriegszeit. Die heutigen Glocken im Einzelnen:
| Nr. | Name                 | Gewicht | Durchmesser | Schlagton | Aufschrift                                                                                  |
| --- | -------------------- | ------- | ----------- | --------- | ------------------------------------------------------------------------------------------- |
| 1   | St. Johannes Nepomuk | 481 kg  | 890 mm      | b1+2      | GOTT IST GNÄDIG (deutsche Übersetzung des Namens „Johannes“)                                |
| 2   | St. Martin           | 283 kg  | 745 mm      | des2+2    | DER GEIST GOTTES, DES HERRN, RUHT AUF MIR; DENN DER HERR HAT MICH GESALBT. (Jes 61,1 )      |
| 3   | St. Maria            | 202 kg  | 665 mm      | es2+1     | SELIG, DIE GEGLAUBT HAT, DASS IN ERFÜLLUNG GEHT, WAS IHR VOM HERRN GESAGT WURDE. (Lk 1,45 ) |